# Zoppas (famiglia)
Gli Zoppas sono una dinastia italiana di imprenditori di Conegliano, in provincia di Treviso, attiva nell'industria e nota in particolare per aver fondato l'omonima azienda produttrice di elettrodomestici.

Ferdinando Zoppas

## Storia
La famiglia Zoppas è originaria di San Vendemiano, in provincia di Treviso, dove nacque il capostipite Ferdinando (1870-1924), che nel 1901 sposò Maria Buzzati, originaria di Sedico, in provincia di Belluno, giunta nella Marca per motivi di lavoro, da cui ebbe tre figli, Francesco (1902-1971), Riccardo Augusto detto Augusto (1903-1971) e Luigi detto Gino (1906-1970). La coppia visse a Spresiano, dove Zoppas svolse le attività di fabbro e di ambulante.
Nel 1923, Zoppas si spostò a Conegliano dove aprì una ferramenta. Il nuovo negozio registrato alla Camera di commercio con la denominazione Zoppas Ferdinando & figli, si trovava nel centro della cittadina, al numero sette della salita Caprera, una zona scelta appositamente poiché si concentravano molte piccole attività artigianali e commerciali. Dopo appena un anno di attività, nel 1924, Ferdinando Zoppas morì improvvisamente, e la conduzione dell'attività fu assunta dai suoi tre figli. Francesco gestiva il banco, Augusto curava la contabilità e Gino, aiutato da tre apprendisti, si occupava dell'officina. Costoro, trasformarono la bottega commerciale paterna in un'officina artigianale di cucine economiche, e dopo la Seconda guerra mondiale, la resero un'industria, la Zoppas, che divenne uno dei maggiori produttori nazionali ed europei di elettrodomestici, che nel 1970 verrà ceduta alla Zanussi di Pordenone.
Augusto Zoppas, presidente della Zoppas, assieme ai fratelli Bruno ed Ermenegildo Scattolin, nel 1956 fondò a Scorzè, in provincia di Venezia, l'azienda di imbottigliamento dell'acqua minerale, la Acqua Minerale San Benedetto, di cui lo Zoppas era socio di minoranza con una partecipazione del 33,4%, e ne divenne il primo presidente. Pochi anni più tardi, fecero ingresso nella compagine azionaria della società anche gli altri fratelli Zoppas, Francesco e Gino, e la sua famiglia ne assunse il totale controllo nel 1965. Ebbe le onorificenze di Grande ufficiale (1960) e di Cavaliere del lavoro (1964) dal Presidente della Repubblica, fu premiato con il Mercurio d'oro dal Ministero del commercio internazionale (1964), ed è stato presidente delle Opere Pie, che sotto la sua gestione fondarono a Conegliano l'Ospedale Civile di Santa Maria dei Battuti.
Gino Zoppas, che dell'azienda di famiglia è stato direttore tecnico, fondò l'IRCA, produttrice di componenti per le cucine (1963), ed ebbe l'onorificenza di Cavaliere di gran croce (1967). Sposato e padre di cinque figli, di questi, tre hanno intrapreso l'attività imprenditoriale, Renzo, Gianfranco ed Enrico. Il primogenito Renzo, ha operato nel settore immobiliare con la GEICOVE Zoppas di cui è stato amministratore delegato. Sposato e padre di due figlie, di queste la figlia Giulia opera nel settore moda ed è moglie di Gianandrea Ferrari, figlio di Dario, fondatore e capo della Intercos di Agrate Brianza, azienda che opera nel settore cosmetico.
Il secondogenito di Gino, Gianfranco Zoppas (n. 1943), che dal 1970 conduce l'azienda fondata dal padre, l'IRCA, che ha assunto dimensioni internazionali ed è nota come Zoppas Industries, è stato dirigente della Zanussi, di Confindustria e di Veneto Banca, ed è Cavaliere del lavoro dal 1994. È padre di due figli, avuti dall'ex moglie Antonia Zanussi, figlia dell'industriale Lino. Di questi, il secondogenito Matteo (n. 1974), dirigente di Zoppas Industries, è stato presidente di Confindustria Veneto nel 2017-19 e consigliere di amministrazione di Veneto Banca nel 2014-17.
Enrico Zoppas (n. 1944), è stato amministratore delegato della San Benedetto dal 1971 al 2003, e ne è presidente dal 2004. Nel corso della sua carriera è stato insignito delle onorificenze di Cavaliere del lavoro (1982), di Commendatore (1987), di Grande Ufficiale (1997) e di Cavaliere di gran croce (2023), dal 1990 è anche Console onorario della Repubblica d'Ungheria a Venezia. Dal 2001 è Console generale onorario di Ungheria. Della San Benedetto, Zoppas è azionista assieme ai suoi fratelli Renzo e Gianfranco, alle sorelle Maria Teresa e Sara, e ai nipoti Federico e Matteo.